# 浦大典
浦 大典（うら ひろのり、1987年8月18日 - ）は、日本の芸術家。現代美術家。イベンター。プロデューサー。
株式会社ヒロノリコーポレーション代表取締役　兵庫県宝塚市にアトリエがある。

## 人物
兵庫県生まれ。関西大学社会学部卒業。宝塚造形芸術大学エクステンションコース修了。
母親が仕事で使っていたワープロで幼稚園時より絵を描き始める。中学生の時に師である現代美術家の嶋本昭三に出会い、世界であなたにしか出来ないことをやりなさいと助言を受け美術を真剣に考え始めた。数々のコンクールや展覧会で受賞した 。
作風は原色のみで構成された色使いで独特の世界観を描く。
作品は絵だけでなく壁画なども製作し造詣作品ではネクタイ、じゅうたん、番傘なども手掛けている 。
日本国内、国外で芸術活動をする傍ら自らがイタリアで体験した経験を元に、国境、傷害の有無、人種差別、の壁を芸術で越える事を理想とする芸術イベント共に生きる展やチャリティーライブイベント主催。
２０１０年に行われた上海万博日本館(中国)では上海万博日本館にて自分自身の芸術と源氏物語を融合させた「麗しき光源氏の末裔達」をプロデュースした。
第５３回、第５４回源氏まつりでは大衆演劇、劇団九州男座長の大川良太郎と源氏をテーマにコラボレーションショーを開催している。
またデジタルモンスターのファンであり同作品の大会ジャンプフェスタなどでバンダイが開催した同作品の大会で優勝経験があり過去のゲームでの活躍はTV番組ゲームEXやゲーム雑誌Vジャンプでも紹介された事がある。
またバンダイが主催していたデジヴァイス、デジモンクロスローダーの公式大会D－スリンガーの優勝賞品であるデジモンクロスローダーブラックカラーver. を優勝賞品として世界で唯一2つ所有している 。

## 活動
参議院議長賞、県知事賞、ヴェネツィア・ビエンナーレAU企画展招待賞、年賀状のコンクールのグランプリなどの数々の賞を受賞。2009年に阪急三番街ウィンドギャラリーにて招待展示を受け自身の芸術の柄のネクタイをオブジェにして披露。2010年には上海万博日本館にて自分自身の芸術と源氏物語を融合させた「麗しき光源氏の末裔達」をプロデュースした。絵画だけではなく自らの芸術でネクタイ、番傘、バック、壷、などのデザインを手がける。更に自分自身のイタリアでの現地での体験を元に芸術で世界を結ぶ芸術イベント「共に生きる展」を開催している。

### テレビ
- 2004年
  - 4月9日 - サンテレビ・ニュースEyeランド（特集）
  - 6月1日 - サンテレビ・ニュースEyeランド（特集）
- 2005年
  - 6月 - サンテレビ・ニュースEyeランド「イタリアへ招待された高校生アーティスト」（特集）
  - 7月6日 - NHK総合テレビ「にんげんドキュメント」（作品紹介）
- 2006年
  - 8月 - ケーブルテレビネットワーク阪神 単独取材（特集）
- 2007年
  - 12月 - サンテレビ「浦大典展」（特集）
  - 12月4日 - サンテレビ夕方5時放送（特集）
- 2008年
  - 1月20日 - 中央テレビ生放送（出演）中国チャリティー芸術祭、中国北京中国主流メディア、人民日報、新華社等約50社取材

中国全土で舞台パフォーマンスが放送された。
- - 2月 - J-COMケーブルテレビホームタウン「浦大典」人物紹介（特集）
  - 12月1日 - NHK大阪放送局・ぐるっと関西おひるまえ（特集）
  - 12月2日 - NHK大阪放送局・ぐるっと関西おひるまえ（特集）
- 2009年
  - 9月 - サンテレビ「共に生きる」展リハーサル風景や浦大典の人物紹介・「共に生きる」展の作品展示風景と浦大典インタビュー（特集）
  - 9月16日 - サンテレビ・ニュース・シグナル「共に生きる」展リハーサル風景 浦大典人物紹介（特集）
  - 9月17日 - NHK大阪放送局・ニュースKOBE発「共に生きる」展のお知らせ告知（主催展覧会情報）
  - 9月 - J-COM「共に生きる」コンサートイベント風景放送（特集）
  - 11月6日 - サンテレビ・ニュース・シグナル 浦大典の人物紹介（特集）
  - 11月 - J-COMケーブルテレビ「共に生きる展」紹介（特集）

### ラジオ
- 2010年 - エフエム宝塚 とれたて!街角リポート♪ 現代芸術家 浦大典

### 新聞掲載
- 2004年
  - 4月5日 - 神戸新聞「ワープロで描く幻想の世界」
  - 4月6日 - 読売新聞「浦大典個展」
  - 4月8日 - 産経新聞 浦大典「生きる」個展
  - 4月9日 - アサヒファミリー（個展告知記事）
  - 4月10日 - 毎日新聞「西宮で初の個展」
  - 5月2日 - 産経新聞「顔」鋭い感性のまま描く
  - 8月16日 - 朝日新聞「ひと模様」世界の反応への楽しみ
  - 9月9日 - 神戸新聞「高校生アーティスト世界へ」
- 2006年
  - 8月 - 産経新聞 宝塚の浦さん入賞
  - 8月 - 朝日新聞 月刊ぶんぶん「関西大学1回生の浦 大典さん」
  - 10月 - 朝日新聞「芸術を通じ日中交流」
  - 11月29日 - 朝日新聞 個展案内記事
- 2007年
  - 8月 - 河北新報個展 取材記事掲載（作品カラー）
  - 11月28日 - 読売ファミリー 個展案内記事
  - 11月29日 - 朝日新聞 日刊に個展案内記事
  - 12月2日 - ぶんぶん「兵庫県から世界に羽ばたく現代美術の王子浦大典」
  - 12月15日 - 神戸新聞 人物、作品紹介記事
- 2008年
  - 8月 - 神戸新聞

(1) 人物紹介「ワープロを駆使した絵画」
(2) 「北京の芸術展に招待」
- - 10月15日 - 読売新聞 人物紹介「独創的ワープロ絵画」
  - 10月25日 - 淀川散歩

「世界を舞台に活躍する学生アーティスト」
- 2009年
  - 9月 - よみうりファミリー9月号「共に生きる」展紹介
  - 9月1日 - 暮らしの新聞9月1日号「共に生きる」展
  - 9月6日 - ぶんぶん「浦大典人物紹介」「共に生きる展」
  - 9月13日 - 神戸新聞「共に生きる」テーマに
  - 9月21日 - 産経新聞「力作が伝えるメッセージ、共に生きる展」
  - 9月19日 - 朝日新聞「共に生きる喜び」
  - 9月19日 - 毎日新聞「川西で共に生きる展」
  - 9月22日 - 朝日新聞「共に生きる」展コンサート取材
  - 9月22日 - 読売新聞「川西で美術展」 障害のある人ない人と一緒に芸術の秋
  - 11月14日 - 毎日新聞 浦大典人物紹介
- 2010年
  - 9月6日 - 読売新聞 宝塚市の現代美術家浦さん 光源氏の末裔上海万博でショー
  - 9月 - 神戸新聞 現代美術家浦さん 源氏物語で作品ショー上海万博で発信日本の華麗絵巻
  - 9月10日 - 毎日新聞 上海万博で「源氏物語芸術祭」絵画作品着用ショー宝塚の美術家浦さんが出演
- 2012年
  - 4月25日 - 神戸新聞 斬新ネクタイ中国へ!　　　　　　　　　　　　　　　　　　　　　　　
  - 5月9日 - 毎日新聞 ワープロ画中国で発表　　　　　　　　　　　　　　　　　　　　　　　
  - 10月13日 - 神戸新聞 国境越える芸術の力 現代美術家 浦大典
- 2013年
  - 1月29日 - 神戸新聞 嶋本昭三追憶コメント

### 雑誌画集・掲載
- 2003年
  - 1月 - 株式会社三田屋月刊誌「味わい物語」 浦大典作品「不死鳥のレストラン」掲載
  - 12月 - 独立行政法人高齢・障害者雇用支援機構月刊誌「働く広場」人物紹介掲載
- 2004年
  - 1月 - 株式会社三田屋 月刊誌新年号 「聖火の始まり」
  - 4月 - 雑誌COLOR
  - 10月 - 私立新清和台幼稚園誌
  - 12月 - 私立新清和台幼稚園誌
  - 12月 - 宮崎県小児科医師会報
- 2007年
  - 3月 - 関西大学「REED」
  - 9月8日 - 第12回家庭画報大賞 入賞「ウェッジウッド賞」受賞 家庭画報10月号
  - 12月 - 地域情報誌「ばど」
- 2008年
  - 3月 - 豊能広報誌
- 2009年 - 日中友好展画集出版 日本人現代美術家として2作品掲載（1ページ）
  - 2月15日 - ウィズたからずか 3月号「浦大典」インタビュー
  - 9月 - 広報かわにし9月号「共に生きる」展
  - 9月 - 働く広場9月号：高齢、障害者雇用支援機構で紹介
  - 10月 - 関西大学通信 表紙の絵を製作
- 2011年 - 関大11月号・オース! ごきげんさん。
- 2012年 - 関大1月号・オース! ごきげんさん。

## 受賞
- 2001年2月 - フジコピアン株式会社 第12回年賀状コンクール （ジュニア部門全国第1位）
- 2001年3月 - 株式会社三田屋主催　テーマ「時」コンクール （アクリル画ジュニア部門全国第1位）
- 2001年3月 - 講談社フォーマス主催コンテスト （大人全国一般入選）
- 2003年1月 - 第30回AUインターナショナル現代美術展 （入賞）
- 2004年7月 - AUベネチアビエンナーレ選抜展 （最優秀賞、兵庫県知事賞、イタリア・ベネチア招待賞）
- 2005年2月 - 第13回川西市市展 （奨励賞）
- 2005年3月 - 第4回越前大野感性はがき展 （入選）
- 2005年8月 - 第6回伊丹0号大賞展 （佳作）
- 2005年9月 - AU選抜展「ビエンナーレの光」 （中本誠司現代美術館賞）
- 2006年2月 - 全国いぬ年年賀状コンクール主催 大阪デザイナー専門学校 （最優秀賞グランプリ）
- 2006年8月 - 伊丹0号大賞展 （実行委員会賞）
- 2007年7月 - 兵庫県立美術館原田の森AU展 （嶋本昭三賞）
- 2007年9月 - 第12回家庭画報大賞 （ウェッジウッド賞）
- 2007年11月 - 湖都百景芸術大賞展出品 （白馬会名誉会長国連認定画家丁紹光賞、中国北京展推薦賞受賞）
- 2008年8月 - 第11回全日中展 （滋賀県知事賞）
- 2008年8月 - AU現代芸術国際公募展 （神戸市長賞）
- 2008年10月 - 北京・中日著名芸術家作品展

　　　　　　　　　（全国人民政治協商大会堂にて）（北京理工大学設計芸術学院長賞受賞、西安培華学院大学芸術センター特別研究員認定賞）
- 2010年 -　　 第17回川西市展 現代美術の部 （奨励賞）
- 2011年12月 - 古都百景芸術大賞展（朝日新聞社賞（大阪本社））
- 2011年12月 - 日中交流・第6回古都（湖都）百景芸術大賞展（大津市教育委員会 委員長賞）
- 2012年3月　- 西陣織大博覧会 -西陣織大会- 太田商店とのコラボでネクタイデザイン （京都府知事賞）
- 2012年9月　- 国際書画藝術展 （武蔵野市長賞、金賞）
- 2013年2月　- 第7回湖都（古都）百景芸術大賞 （毎日新聞社（本社）賞）
- 2013年10月　-第19回全日中展(東京)　(参議院議長賞受賞)
- 2014年２月　第８回湖都(古都）百景芸術大賞　（びわ湖放送賞受賞）
- 2015年６月　第９回湖都(古都）百景芸術大賞　（大津市長賞受賞）